# Häikkä (ö i Södra Savolax)
Häikkä är en ö i Finland. Den ligger i sjön Puula och i kommunen Hirvensalmi i den ekonomiska regionen  S:t Michel och landskapet Södra Savolax, i den södra delen av landet, 200 km nordost om huvudstaden Helsingfors. Öns area är 10,9 hektar och dess största längd är 0,9 kilometer i nord-sydlig riktning.